# 美濃燒

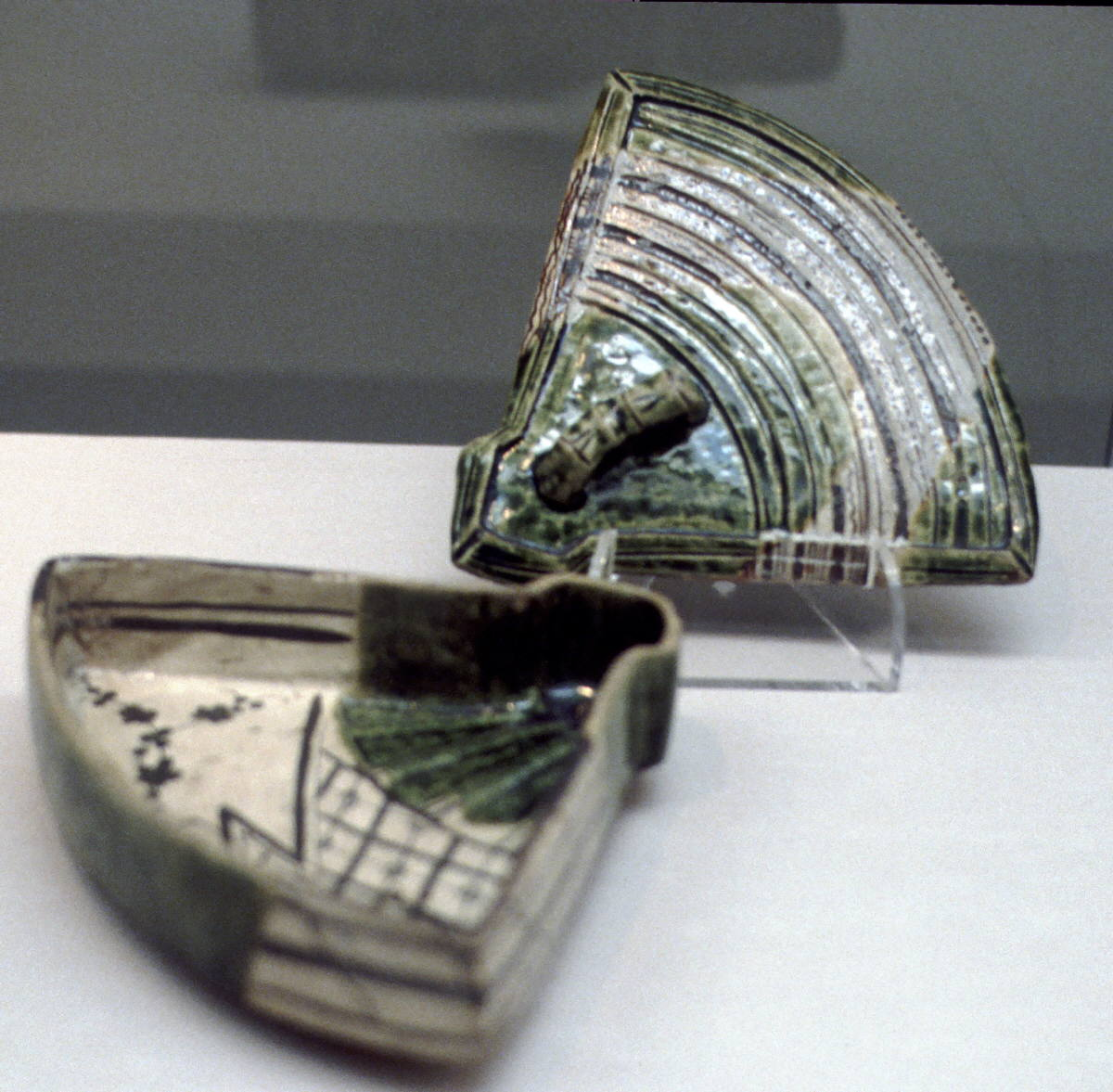
織部扇形蓋物

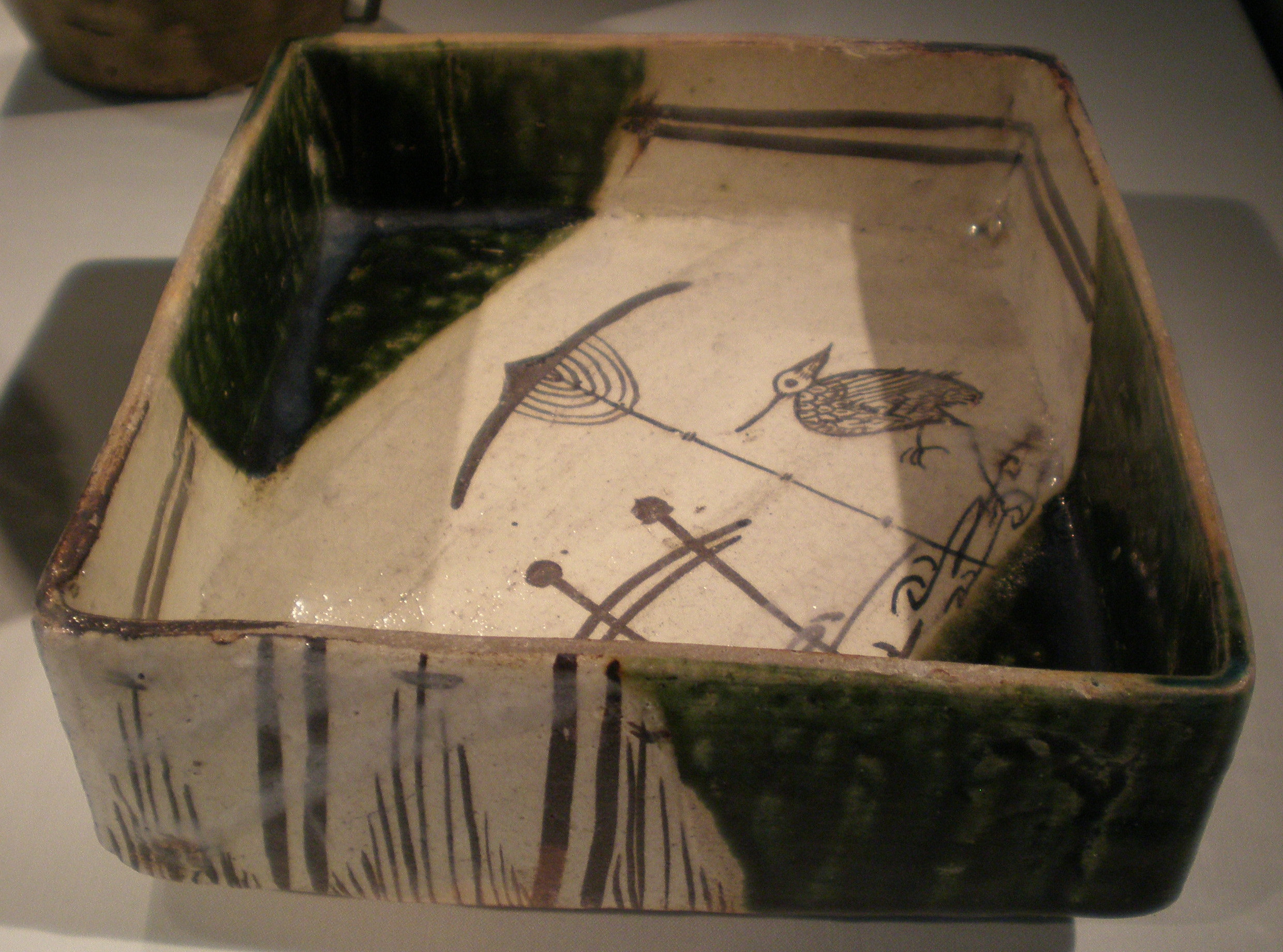
織部角皿

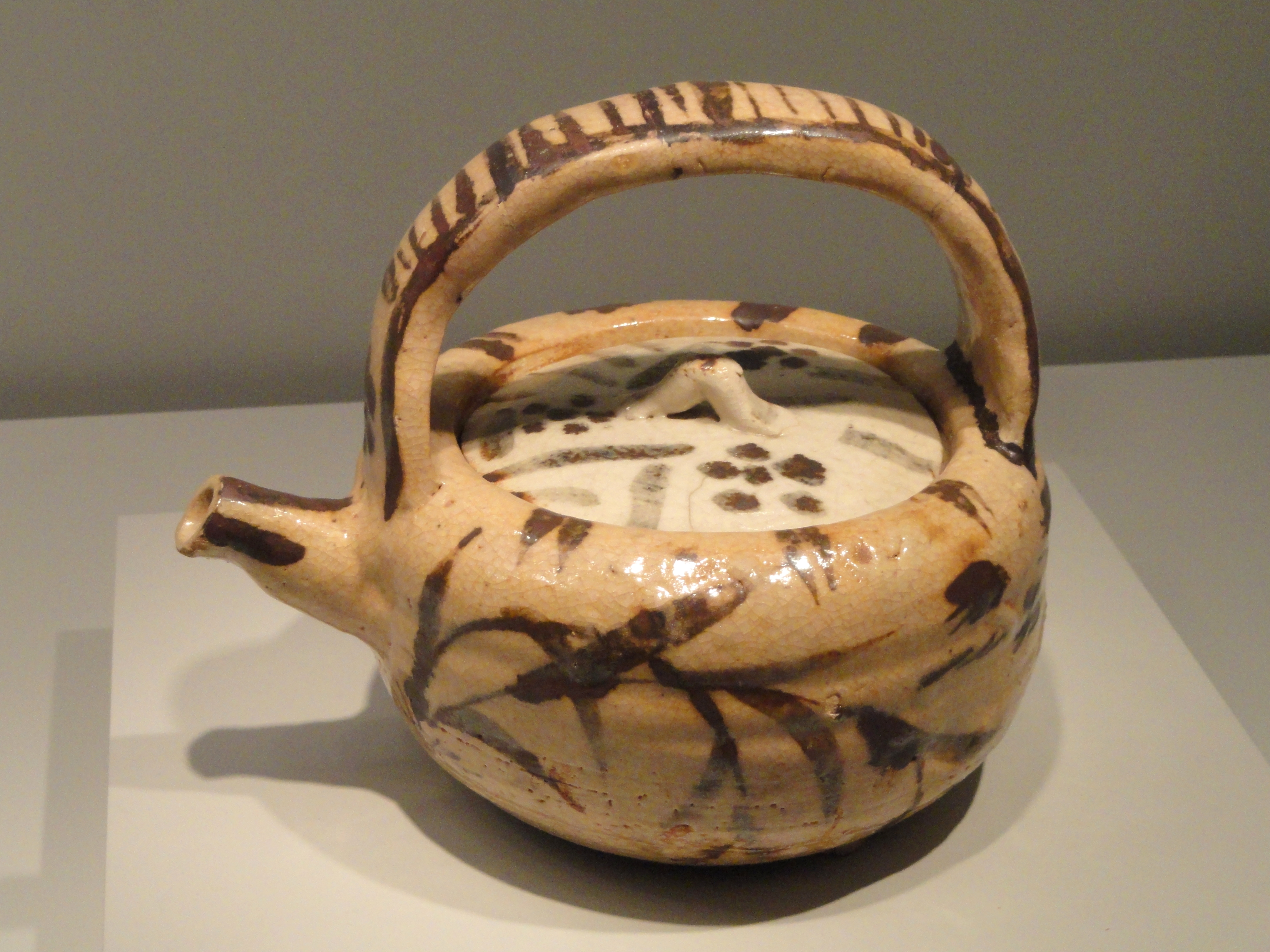
志野水壺

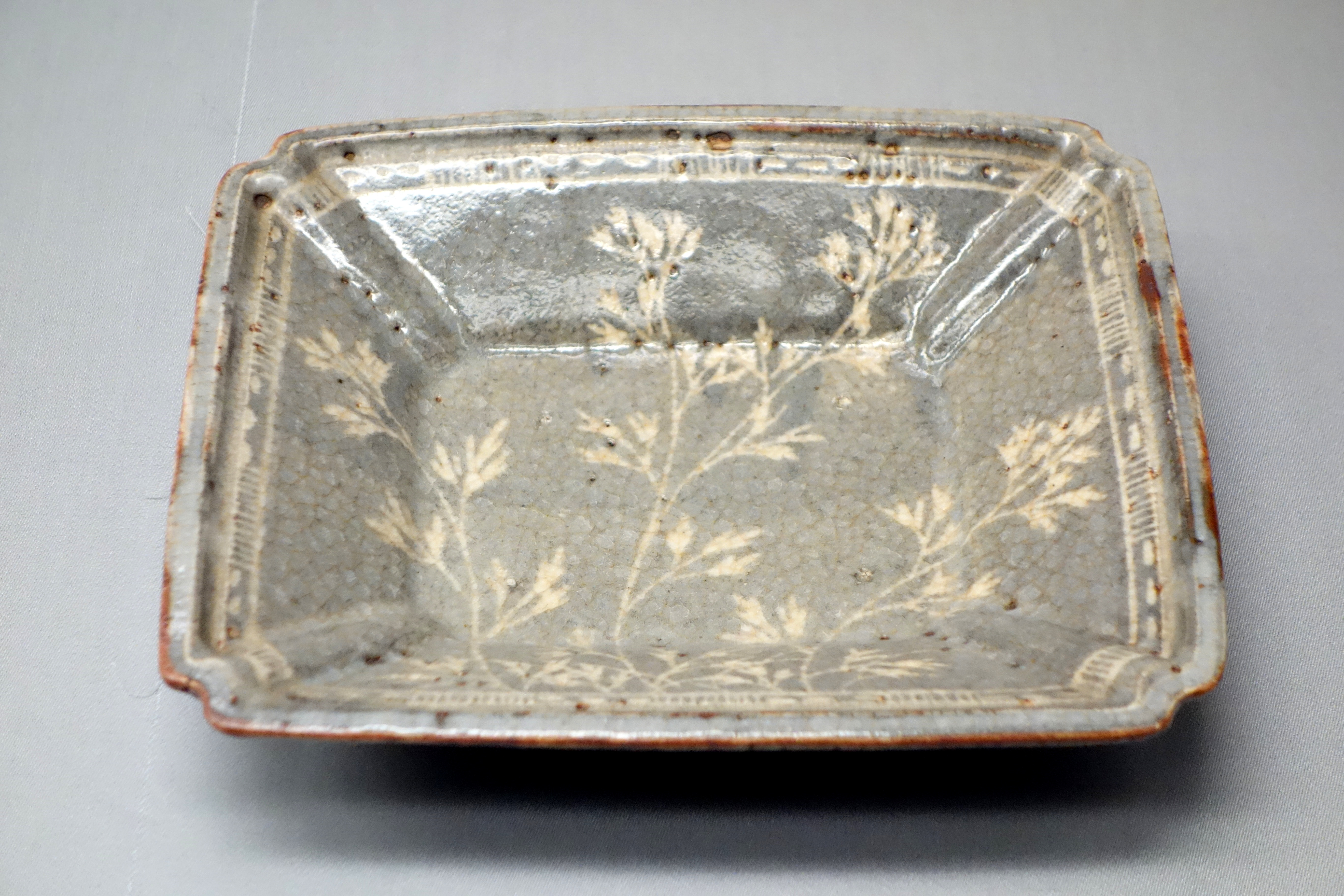
鼠志野秋草文額皿（东京国立博物馆）

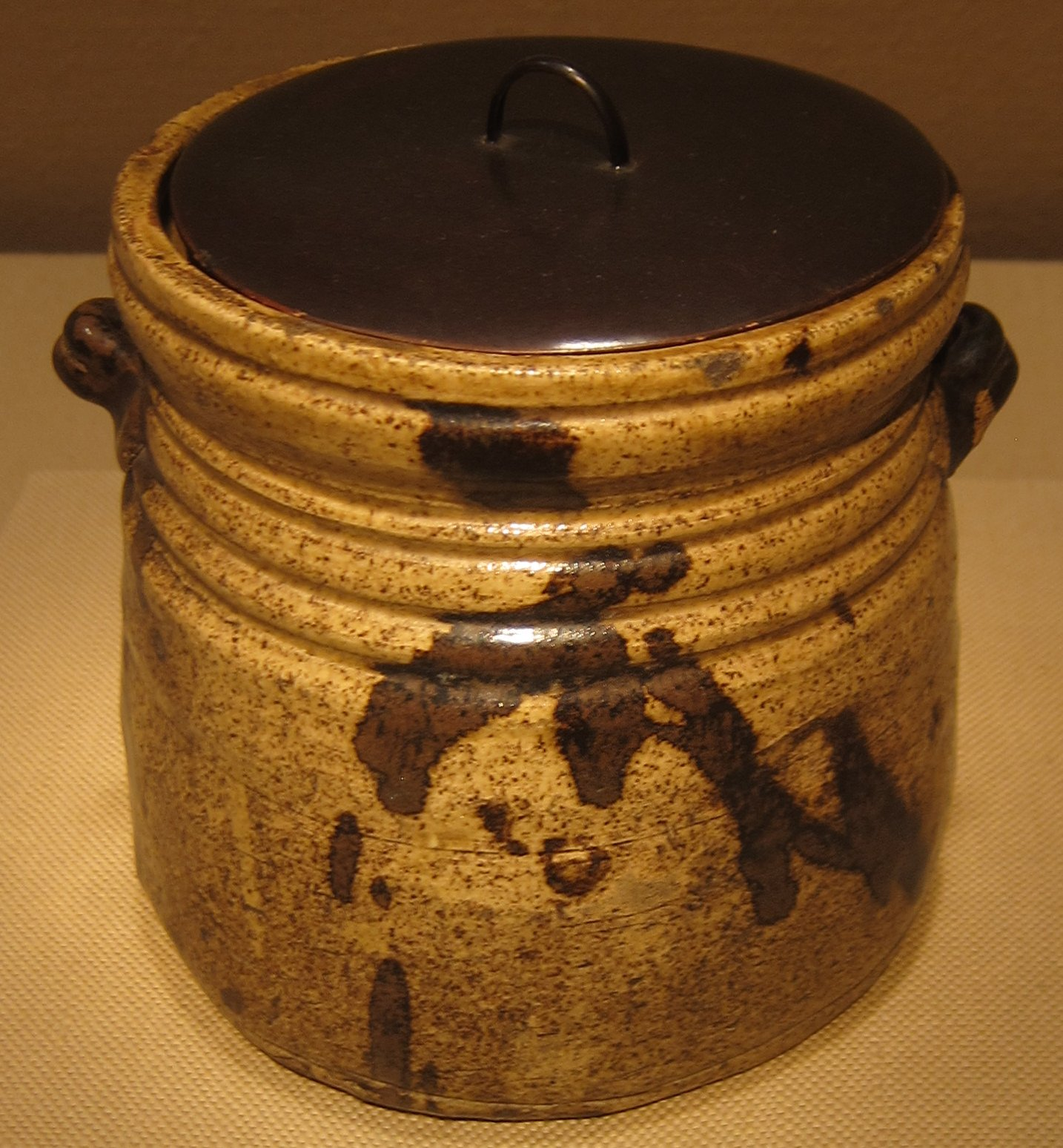
黄瀬戸水指（大都會藝術博物館）

美濃燒（日语：／ Minoyaki）是日本岐阜县土岐市、多治見市、瑞浪市、可兒市等地生產的陶瓷器的統稱，這些地方在古代為美濃國。
1978年（昭和五十三年）7月22日獲得日本通商産業省（今經濟產業省）的“傳統工藝品”（伝統的工芸品）認定。
美濃燒的主要產地在岐阜県的東濃地區。由於當地黏土豐富，因此自古就成為陶瓷的產地。相傳早在7世紀時，當地即開始建設陶瓷窯，生產一種叫做“須惠器”的土瓷。
目前，岐阜一帶是日本最大的陶瓷器生產基地。在全國市場，美濃燒的比例超過60%。